# Tanja Trentmann
Tanja Trentmann (* 1969 in Villingen oder Schwenningen) ist eine deutsche Kamerafrau. 
Zunächst studierte sie Publizistik und Anglistik in Berlin, dann folgte ein Kamerastudium an der Staatlichen Fachschule für Optik und Fototechnik. Seit 1998 ist sie als Kamerafrau oder -Assistenz bei Film und Fernsehen im Einsatz.

## Filmographie (Auswahl)
- 2005: Mädchen am Sonntag (Dokumentarfilm)
- 2006: Havanna – Die neue Kunst, Ruinen zu bauen (Dokumentarfilm)
- 2006: Schröders wunderbare Welt
- 2008: Der entsorgte Vater (Dokumentarfilm)